# عمارت مصلحیان
عمارت مصلحیان (کتابخانه ارشاد) مربوط به دوره قاجار است و در بوشهر، خیابان بعثت، روبروی استانداری واقع شده و این اثر در تاریخ ۲۵ اسفند ۱۳۷۹ با شمارهٔ ثبت ۳۰۳۸ به‌عنوان یکی از آثار ملی ایران به ثبت رسیده‌است.